# 비슬산 참꽃문화제
비슬산 참꽃문화제는 비슬산에서 연례로 개최되는 봄 축제이다. 축제 이름의 유래는 달성군의 마스코트이자 상징인 참꽃. 비슬산 얼음축제와 함께 달성군 축제의 쌍두마차를 달리고 있다.

## 축제 유래
전국 최대 규모의 진달래 서식지로 유명한 비슬산을 대구시와 달성군이 관광화시켜 매년 개최하고 있는 축제. 1997년 5월 4일 처음 개최된 이후로 매년 진달래꽃이 피는 시기에 맞춰 4월 중순~5월 초 에 꾸준히 개최되고 있다.

## 특징
산신제, 거리 공연, 축하공연과 함께 참꽃과 관련된 다양한 체험부스를 즐길 수 있다.
가장 대표적인 활동으로는 참꽃 꽃잎 모양을 형상화한 대형 가마솥에 비빔밥을 만들어 먹는 비밤밥 퍼포먼스, 참꽃을 활용한 방향제와 비누 만들기, 참꽃 화전과 빵 같은 먹거리와 참꽃 페이스 페인팅 등 다양한 활동을 즐길 수 있다.
참꽃이 가장 많이 피었을 때 축제가 열리기 때문에, 축제 시기에 비슬산 정상에 간다면 약 30만 평 규모의 수많은 진달래가 핀 모습을 볼 수 있다.